# Mouchès
Mouchès település Franciaországban, Gers megyében. Lakosainak száma 79 fő (2022. január 1.). Mouchès Estipouy, L’Isle-de-Noé, Lamazère, Miramont-d’Astarac és Mirande községekkel határos.

## Népesség
A település népességének változása:
| Lakosok száma | 99   | 72   | 78   | 77   | 73   | 73   | 75   | 74   | 73   | 79   |
|               | 1968 | 1982 | 1990 | 2006 | 2013 | 2015 | 2017 | 2019 | 2020 | 2022 |